# 奇蹟の表現
『奇蹟の表現』（きせきのひょうげん）は、結城充考による日本のライトノベル。イラストはKEIが担当している。第11回電撃小説大賞銀賞を受賞。電撃文庫（メディアワークス）より、2005年2月から2006年2月まで刊行された。

## 登場人物

### 主人公
シマ
主人公。男性。42歳。マフィアの抗争で妻子が亡くなった上に、自らの肉体も損傷し生死の境をさまよったが、身体の一部をサイボーグ化することで、生き延びた。
その後は裏稼業から抜けたが、日々、後悔と諦めに苛まれつつも依頼を受けて生活している。生活資金が底をつきそうになるとまた依頼をこなすその繰り返しの日々。残りの人生を投げるように生きていたが、もともと義侠心は持ちあわせており、第1巻終了時には多少だが、考えが変化している。
外見は猪のような鋼の甲殻に身を包んでおり、ほぼ肉体の一部と化している。

### 主要人物
ナツ
本作のヒロイン。神様の存在をどうあろうと信じる少女。親に捨てられ修道院にいる。
ミクニ
情報屋。
イルマ
刑事。
ツキオカ

オズ

### 修道院
守衛にシマを雇った。
カトウ院長

カガミ司祭

スギノ副院長

### その他
サカザキ
シマの組仲間だった。かつての右腕ともいえる男。臓器売買の斡旋に手を染める。
トウコ

## 用語
根源的暗殺者
軍事兵器。
イエスの心臓
マグルリットの心臓
ユーカリの塔
機会制御協会

## 既刊一覧
- 結城充考（著）・KEI（イラスト）、メディアワークス〈電撃文庫〉、全3巻
  - 『奇蹟の表現』、2005年2月10日発売[3]、ISBN 4-8402-2919-8
  - 『奇蹟の表現II 雨の役割』、2005年8月10日発売[4]、ISBN 4-8402-3127-3
  - 『奇蹟の表現III 竜<ドラゴン>』、2006年2月10日発売[5]、ISBN 4-8402-3310-1